# Asquamiceps caeruleus
Asquamiceps caeruleus är en fiskart som beskrevs av Markle, 1980. Asquamiceps caeruleus ingår i släktet Asquamiceps och familjen Alepocephalidae. Inga underarter finns listade.